# La matinada
La matinada, quadre de naturalesa és una composició lírica en un acte estrenada el 27 d'octubre de 1905 al Teatre Principal de Barcelona, amb música de Felip Pedrell sobre un text d'Adrià Gual, en un muntatge de Lluís Graner. Es tracta d'una de les primera obres estrenades pel Teatre Íntim català sota l'organització del pintor Lluís Graner, coneguts sota el nom d'Espectacles i Audicions Graner (1905 a 1908).

## Història
Malgrat que molts articles i documents indiquen la participació de Lluís Graner en el llibret, aquest fou obra exclusivament del dramaturg Adrià Gual, sent Graner l'impulsor de la representació, com empresari, i de la idea base de l'obra. El programa de mà del Principal portava el títol La Matinada: visió de naturalesa i a continuació afegia: "Composició d'en Lluís Graner; Lletra d'Adrià Gual; Música del Mestre Felip Pedrell". Els decorats de l'obra van ser creats per l'Oleguer Junyent i Sans. Es tracta doncs d'una idea escènica de Lluís Graner complementada amb versos escrits per Gual, música de Pedrell i decorats de Junyent.
El llibret va ser publicat l'any 1906 per la impremta "Henrich y Comp en comandita". La revista "Ilustració Catalana" va publicar el 3 de desembre de 1905 un fragment de l'obra, la Cançó de les noies joves, en reducció per a piano.

## Argument
L'impulsor de l'obra, Lluís Graner, va ser entrevistat pel diari "Veu de Catalunya" abans de l'estrena, i l'entrevista va ser publicada el mateix dia de l'estrena, tant a l'edició del matí com a la del vespre. En ella Graner manifestava que l'obra no tenia cap argument, només una visió plàstica de la matinada amb uns versos de l'Adrià Gual, i música de Felip Pedrell.
Aquest és l'argument tal com el va publicar el mateix diari, després de l'estrena:
| « | És en plena naturalesa, mentre la llum va venint. Els resplendors del dia que neix es reflecteixen en l'aigua transparenta. Arbres i roques cobren un tint de vida. Sembla que entre las branques hi passi l'esgarrifança del despertar... I de per tot arreu en surten cantúries... unes cantúries suaus i alegres que semblen l'alè mateix del dia que s'acosta... I creua l'escena una figura, i una altra, i una altra... Són els sers que es desperten a las primeres lluïssors de la llum; són las ombres missatgeres de la claredat; són unes figures ideals, unes figures de somni, vestides amb llargues túniques o amb capritxosos vestits, lluint garlandes de flors i escampant-ne a la voleia, per a engalanar d'aquesta faisó la ruta del treball... | » |

L'escenificació de l'acte únic mostra en escena unes 15 persones movent-se i gesticulant, entre homes, dones i nens. Deixen anar flors i herbes. Els acompanyen cinc bens. Se senten cants, amb lletra, darrere l'escenari.